# Роберт де Феррерс, 6-й граф Дерби
Роберт (III) де Феррерс (англ. Robert de Ferrers; ок. 1239 — 1279, ранее 29 апреля) — 6-й граф Дерби в 1254—1266/1269 годах, старший сын Уильяма (III) де Феррерса, 5-го графа Дерби, от второго брака с Маргарет де Квинси.
Роберт унаследовал после смерти отца его владения и титулы, будучи несовершеннолетним. Только в 1260 году он вступил в права. Первоначально Роберт не принимал участия в политической жизни страны, сосредоточившись на управлении своими владениями. Находясь в сложной финансовой ситуации, графу Дерби пришлось делать займы. В 1263 году Роберт, конфликтовавший с принцем Эдуардом, наследником короля Генриха III, примкнул к баронской оппозиции королю, возглавляемой Симоном де Монфором, графом Лестером. Преследуя личные цели, после победы Симона де Монфора в битве при Льюисе граф Дерби проводил собственную политику в Мидлендсе, стремясь расширить свои владения за счёт захвата королевских замков, что вызвало недовольство Симона де Монфора, желавшего получить эти земли для своей семьи. В итоге в феврале 1265 года граф Дерби по приказу Монфора был заключён в Тауэре.
После гибели Симона де Монфора в битве при Ившеме Роберт был выпущен из заключения и смог получить прощение короля. Однако вскоре он вновь восстал против короля, попал в плен и провёл 3 года в заключении. Его владения и титул были конфискованы, все попытки Роберта вернуть наследство особых успехов не принесли, только в 1275 году ему было возвращено поместье Чартли.

## Биография

### Молодые годы
Роберт родился около 1239 года. Уже ребёнком Роберт оказался вовлечён в английскую политику. Его отец, граф Дерби, по договорённости с королём Генрихом III, проводившего политику обеспечения «пуатевинцев» — своих нуждающихся родственников по линии матери, Изабеллы Ангулемской, помолвил Роберта с Изабеллой, дочерью Гуго XI де Лузиньяна, графа Марша и Ангулема, единоутробного брата короля. Однако Изабелла вскоре умерла, и Роберта в 1249 году женили на её сестре Марии, которой в то время было 7 лет. Контракт был заключён 26 июля, церемония бракосочетания произошла в Вестминстере.
Отец Роберта умер 24 или 28 марта 1254 года, оставив сыну обширные владения. Отец и дед Роберта смогли существенно увеличить родовые владения, которые в итоге образовали компактный домен северном Стаффордшире, южном Дербишире и западном Ноттингемшире с центром в Татбери. Кроме того, смерть в 1232 году бездетного Ранульфа де Блондевиля, 4/6-го графа Честера, принесла Уильяму де Феррерсу, 4-му графу Дерби (деду Роберта), женатого на его сестре, Алисе Честерской, замок Чартли в Стаффордшире, часть Ланкашира между реками Райбл и Мерси, и ряд поместий в Нортгемптоншире и Линкольншире. Благодаря эффективному управлению, развивая города и рынки, эксплуатируя леса Нидвуд и Даффельд, а также используя в своих интересах растущие цены и стоимость земли, отец и дед Роберта смогли создать состояние, которое в 1250-е годы оценивалось примерно в 1500 фунтов, что делало графов Дерби одними из самых богатых дворян при дворе Генриха III.
Поскольку Роберт ещё был несовершеннолетним, король назначил опеку над его владениями. В качестве опекуна Генрих III вначале выбрал Уильяма де Уинтона, но вскоре передал богатые владения под управление своего наследника, принца Эдуарда (будущего короля Эдуарда I). Однако уже в 1257 году королева и её дядя Пётр Савойский заплатили 6000 марок, чтобы король передал управление землями им.
Роберт был признан совершеннолетним в 1260 году, принеся оммаж королю за свои владения. Хотя бедным Роберт не был, однако его финансовое положение оказалось далеко не идеальным. Вероятно, одним из факторов, который привели к этому, стала опека во время малолетства Роберта. Кроме того, треть владений, включая замок Чартли, оцениваемых в 500 фунтов, составили вдовью долю Маргарет де Квинси, матери графа Дерби. Помимо этого ряд владений был выделен Уильяму, младшему брату Роберта, и Марии де Лузиньян, жене Роберта, которая по условиям брачного контракта управляла двумя поместьями самостоятельно. Также от отца Роберту остались долги, составлявшие почти 800 фунтов, которые он должен был возвратить в казну до 1262 года. Вероятно именно эти долги привели к тому, что граф Дерби был вынужден брать займы у евреев. Вероятно во время малолетства Роберта его доход составлял только 100 фунтов, которые король назначил ему и жене.

### Баронская война

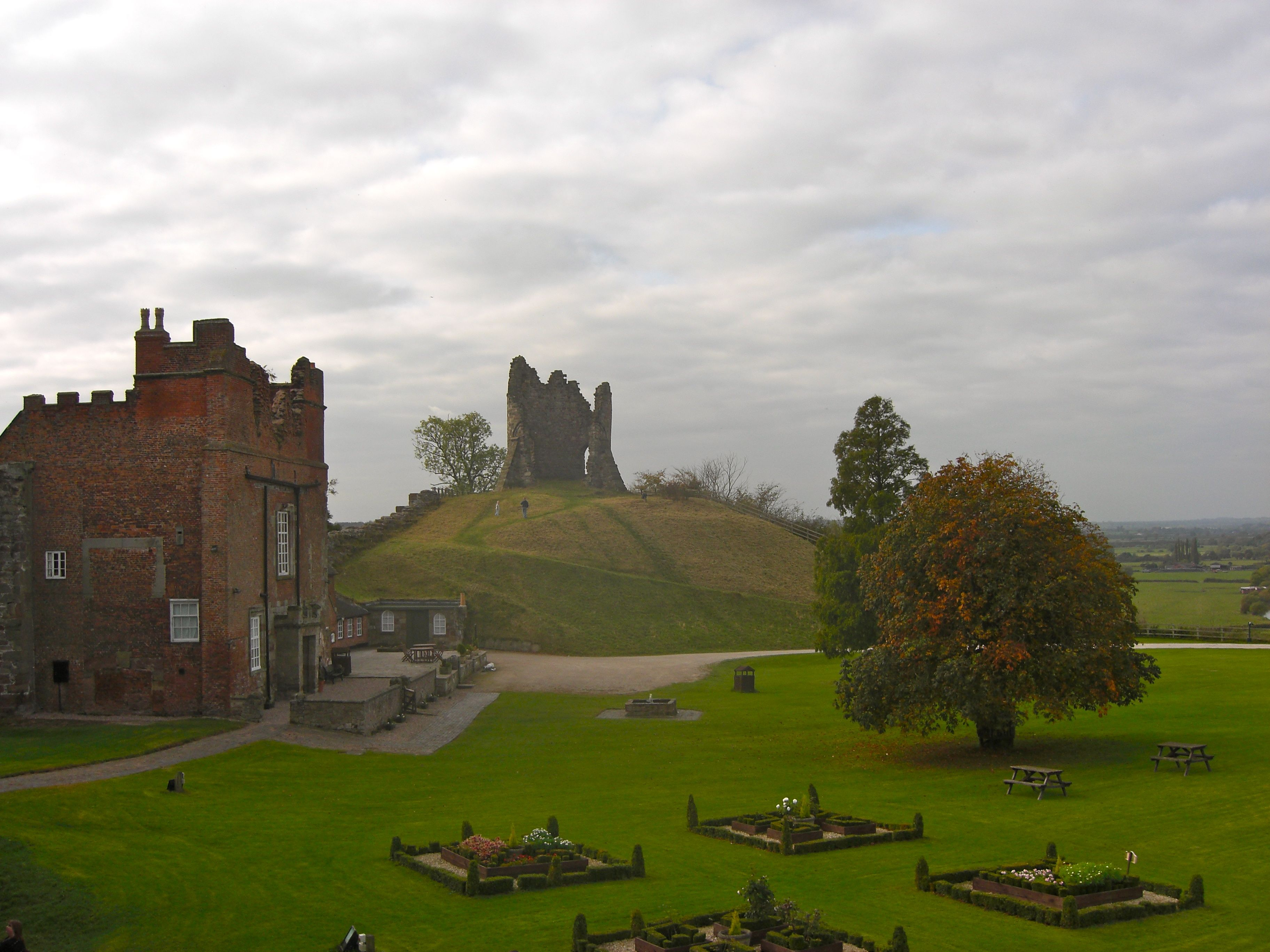
Руины замка Татбери, построенного в XIV веке. Более ранняя постройка была разрушена принцем Эдуардом

Финансовые затруднения, а также своенравность характера Роберта наложили отпечаток на его дальнейшую жизнь. Согласно хронике Бёртона, вскоре после вступления во владение родовыми землями граф Дерби разрушил монастырь Татбери, находившийся под покровительством Феррерсов. Подтверждением этого сообщения могут служить серия последующих крупных пожертвований монастырю, которые возможно связаны с компенсациями за свершённое ранее. Также Роберт совершил сравнительно незаконные посягательства на права ряда ведущих арендаторов Феррерсов, а также эксплуатируя больше лесов и городков, чем установили его отец и дед.
Занятость графа Дерби своими поместьями, а также молодость, неопытность и, возможно, болезненность (от отца и деда Роберт унаследовал склонность к подагре) вероятно объясняет тот факт, что в первые годы своего правления Роберт не участвовал в английской политике этого времени. Он не участвовал в крупных баронских реформах королевского управления 1258—1259 годов, начавшимися ещё в то время, когда граф Дерби был несовершеннолетним, и до 1263 года проводил большую часть времени в своих владениях, в первую очередь в Татбери. В отличие от других графов, Роберт не засвидетельствовал ни одного акта Генриха III в начале 1260-х годов. При этом король, судя по всему, считал графа Дерби своим сторонником. Об этом говорит тот факт, что Роберт был в числе вызванных в Лондон в октябре 1261 года сторонников, чтобы защититься от баронов. В то же время Роберт какое-то время находился в дружеских отношениях с главными сторонниками реформ, двое из которых — Ричард де Клер, граф Глостер, и Симон де Монфор, граф Лестер, засвидетельствовали недатированный акт, данный сестре Роберта. Однако не существует каких-то данных, указывающих на то, что граф Дерби поддерживал в это время одну из конфликтующих сторон.
После того как Симон де Монфор около 25 апреля 1263 года вернулся в Англию и возглавил баронскую партию противников друзей короля, оставаться нейтральным стало труднее. Якобы граф Дерби после возвращения Монфора двинулся к нему на помощь. Впервые он начал действовать во время беспорядков мая и июня, когда по сообщению «Хроники Данстейбла» граф Дерби захватил 3 замка, принадлежащие принцу Эдуарду, отказавшись их возвращать. Вероятно этими замками были Гросмонт, Скенфрит и Уайт, которые находились недалеко от центра беспорядков в Южном Уэльсе. В декабре 1263 года граф Дерби был вместе с Монфором в Лондоне.
В 24 января 1264 года король Франции Людовик IX, к которому стороны конфликта обратились за арбитражем, вынес решение. Согласно ему Оксфордские провизии были признаны незаконными и отменялись, что привело к разгоранию конфликта. В возобновившейся войне вдоль Марок граф Дерби играл ведущую роль. Его главным деянием был захват Вустера в феврале 1264 года, где он разорил еврейский квартал, а многих евреев убил или бросил в тюрьму. Позже он вывез в Татбери многие документы, содержащие записи о должниках, что, вероятно, было его возмездием за долги. Вслед за этим он спустился вниз по Северну к Глостеру, где соединился с армией Генриха де Монфора, сына Симона, захватив город при помощи хитрости. Вскоре к замку подошёл принц Эдуард, возвращавшийся из Уэльса, заключивший перемирие с Генрихом при посредничестве епископа Вустерского, что позволило Эдуарду ускользнуть от графа Дерби. Это вызвало недовольство Роберта. Заключённое перемирие оказалось первой крупной ошибкой, допущенной сыновьями Симона де Монфора: если бы удалось взять принца Эдуарда в плен, война могла бы закончиться, а так Эдуард присоединился к отцу в Оксфорде, по пути в которой он разорил владения своих противников.
Эти события объясняют мотивы, которые двигали графом Дерби в баронской войне. Он не был сторонником реформ, однако он ненавидел принца Эдуарда. Роберт из Глостера, описывая события, произошедшие в Глостере, сообщает, что принц Эдуард больше всех боялся графа Дерби. Причины этой вражды до конца не ясны. Возможно, что истоки её лежат в претензиях графа Дерби на Певерил, включая замок Пик, который дед Роберта был вынужден отдать короне в 1222 году, а в 1254 году замок был передан принцу Эдуарду. Свою роль, вероятно, сыграла и опека Эдуарда над владениями Робертом в 1254—1257 годах, после окончания которой Эдуард вернул ряд авуаров с опозданием. Вне зависимости от причин, которые привели к личностному конфликту между графом Дерби и принцем Эдуардом, эта вражда серьёзно подлила огонь в беспорядки, произошедшие летом 1264 года.
В марте 1264 года люди принца Эдуарда напали на владения графа Дерби в Стаффордшире, захватив замок Чартли. После захвата королевской армией Нортгемптона в апреле Эдуард захватил и разрушил замок Татбери, после чего вымогал деньги у арендаторов графа Дерби. Монфор продолжал считать графа Дерби своим сторонником, долго и безуспешно ожидая его прибытия перед началом похода на Лондон, который закончился 14 мая битвой при Льюисе. Победителем оказался Симон де Монфор, король и его сыновья оказались в плену, а сам Монфор стал фактическим правителем Англии.
Поскольку принц Эдуард оказался в плену, у графа Дерби оказались развязаны руки, он смог, преследуя только свои интересы, вернуть и приумножить потерянные ранее владения. Он захватил королевские и принадлежавшие Эдуарду замки в Болсовер и Хорстон в Дербишире, а также Тикхил в Йоркшире. Он присоединился к Балдуину Уэйку в нападении на замок Фотерингей в Ноттингемшире. В конце июня или начале июля Дерби достиг своей главной цели — захватил главный замок Эдуарда — Пик. Осенью он продолжил военную кампанию, двинувшись на запад и в итоге смог захватить ещё один главный опорный пункт Эдуарда — Честер. В результате Эдуард лишился власти в северо-западном Мидлендсе, вероятно граф Дерби стремился установить здесь свою власть.
Успехи графа Дерби были возможны только благодаря пленению принца Эдуарда и озабоченностью Монфора угрожающему ему вторжением французов в южную Англию. Однако зимой 1264—1265 годов ситуация поменялась. Опасность вторжения французской армии отступила в ноябре 1264 года, в результате власть Монфора стала неоспорима. В последующие месяцы был разработан план, согласно которому принц Эдуард получал свободу. Согласно плану, Эдуарду предполагалось возвратить значительную часть владений, включая Пик и Честер, в обмен на менее ценные земли в других регионах. Таким образом Монфор, заинтересованный в обуздании территориальных претензий графа Дерби, планировал заменить его на принца Эдуарда. Достиг он этого достаточно просто. В декабре граф Дерби был вызван в парламент, который собрался в середине января, вскоре после этого Монфор потребовал у него сдать Пик. В парламенте собрались только сторонники Монфора. Здесь сказалось отсутствие политического опыта у Дерби, он попал в устроенную ему ловушку, отправившись в Лондон и оставив свои владения беззащитными для захвата их Монфором. В феврале на заседании парламента графу Дерби было предъявлено обвинение и он был заключён в Тауэр. Хроники указывают разные причины ареста. В качестве них указывались воля короля, желавшего видеть графа Дерби осуждённым на смерть за захват королевских владений; наказание за нарушение общественного порядка после битвы при Льюисе; результат его сговора с мятежниками. Из этого видно, что Монфор постарался скрыть истинную причину ареста, которая состояла в том, что графа Дерби нужно было удалить из его владений, чтобы Монфор смог реализовать свои территориальные стремления.

### Мятеж и лишение владений
Однако у Монфора не хватило времени, чтобы привести планы в действие. Новые территориальные приобретения, вероятно, предназначались для его сына Генриха, однако ему пришлось столкнуться с противодействием сторонников графа Дерби, а также принца Эдуарда, бежавшего из плена. Гибель Монфора в битве при Ившеме 4 августа 1265 года поставило крест на надеждах Монфоров создать родовое княжество. Возвративший себе власть Генрих III выпустил графа Дерби на свободу. В декабре Роберт достиг с королём соглашение, по которому граф Дерби предложил штраф в 1500 марок и золотой кубок, в обмен он получал королевское прощение, посредничество короля в ссоре с принцем Эдуардом, а также гарантию, что он избежит лишения наследства. Учитывая жестокое обращение с Монфорами, у которых уже было решено конфисковать все владения, готовность короля примириться с графом Дерби может показаться удивительной, однако Генрих III нуждался в деньгах и помощи Роберта в северном Мидлендсе против оставшихся сторонников Монфора. В этом ему повезло, но тем более глупым оказалось дальнейшее поведение графа Дерби.
В мае 1266 года граф Дерби собрал в Дербишире армию и присоединился к мятежу соратников Монфора Балдуина Уэйкам и Джона д’Эйвиля, чем очень удивил их, после чего они выступили против короля. Причины мятежа графа Дерби неясны. Хотя он и лишился в результате своих предыдущих действий некоторых земель, включая Чартли, но основные его владения остались при нём. Однако около Честерфилда мятежников нагнала армия Генриха Алеманского и Джона Баллиола. Граф Дерби, ослабленный подагрой, попал в плен, его соратники смогли бежать.
На этот раз о прощении быть речи не могло. Граф Дерби был отправлен в заключение в тюрьму в Виндзоре, где пробыл до 1269 года. Процесс лишения Роберта наследства был постепенным. В июне-августе 1266 года серией королевских приказов и пожалований владения и имущество графа Дерби были переданы принцу Эдмунду, второму сыну короля. Хотя в июле пожалование принцу Эдмунду владений графа Дерби было официально утверждено, Кенилуэртский приговор, который был окончательно оглашён и ратифицирован в октябре 1266 года, оставлял для Роберта надежду на восстановление в правах. Было объявлено, что владения ему могут быть возвращены в обмен на выплату дохода от них в течение 7 лет. Эта выплата была настолько огромной, что мятежный граф оказался в уникальной ситуации среди лишённых наследства. Она была вызвана тем, что король оценил преступления графа как чудовищные.
Подобное решение вызвало неразбериху. Хотя фактически бывшие владения графа Дерби управлялись принцем Эдмундом, но он не мог считать своё положение полностью безопасным. Ситуация оставалась неопределённой до 1269 года, что привело к мерам, сочетавших расширенное толкование Кенилвортского соглашения с попустительством короля незаконным действиям. 1 мая 1269 года Роберт предстал в Виндзоре перед королём и его советом. Там он признал долг в 50 000 фунтов, который он должен выплатить принцу Эдмунду за свои земли, а также то, что она должна быть выплачена до 9 июля. В обмен ему были возвращены владения. О лишении наследства при этом не упоминалось. В тот же день Роберта доставили в поместье Сиппенхем (Бакингемшир), принадлежавшего графу Корнуольскому, где он под принуждением (как утверждал позже) в присутствии канцлера Джона Чишола передал все свои земли одиннадцати поручителям (все они были сторонниками короля) в качестве обеспечения уплаты долга. Затем его доставили в Уоллингфорд, где в конце мая он был выпущен. Поскольку к 9 июля долг он, как и ожидалось, выплатить не смог, поручители передали владения принцу Эдмунду. В итоге Роберт оказался практически без владений и был лишён титула.

### Попытки возвращения владений и смерть

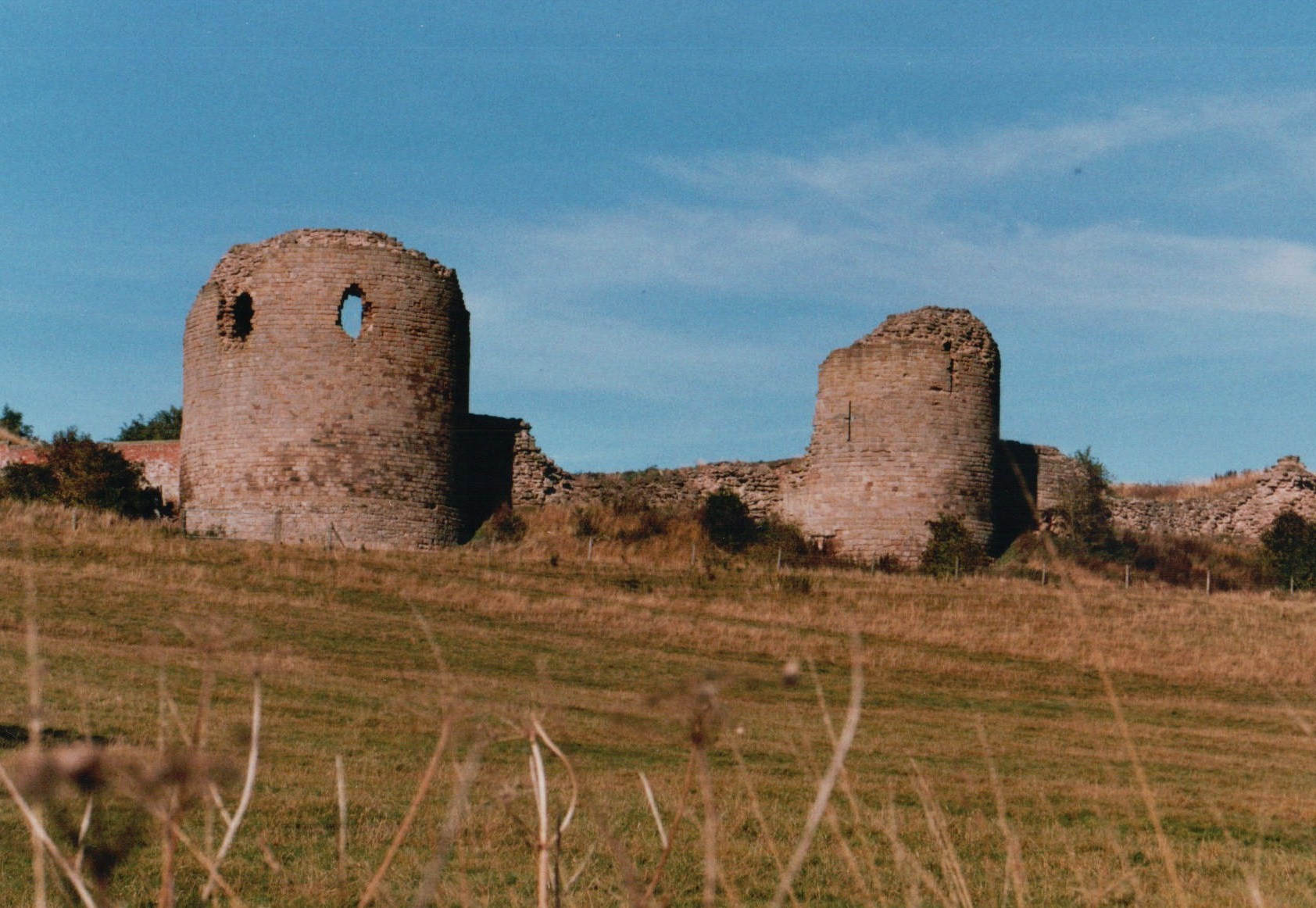
Развалины замка Чартли, который пытался себе вернуть Роберт

Последующие 10 лет жизни Роберта прошли в тщетных попытках вернуть своё наследство. Каких-то шансов на это не было, поскольку восстановление в правах Роберта означало лишить владений (и найти взамен другие земли) принца Эдуарда — сына Генриха III и брата ставшего в 1272 году королём Эдуарда I. При этом и Генрих III, и Эдуард фактически санкционировали «Сиппенхемское надувательство», что было последним актом вражды Эдуарда с Робертом за владения.
После освобождения у Роберта не было возможностей предпринять какие-то действия против принца Эдмунда, поскольку тот отправился в крестовый поход вместе с принцем Эдуардом. После возвращения Эдмунда в 1273 году Роберт решил действовать силой и захватил замок Чартли, но вскоре Эдмунд его оттуда выбил.
Потерпев неудачу, Роберт решил заручиться поддержкой могущественного Гилберта де Клера, графа Глостера. В мае 1273 года Роберт заключил с Клером серию соглашений, согласно которым тому были обещаны обширные владения, включая большую часть земель в Честершире между Райблом и Мерси. Взамен граф Глостер обязался поддерживать Роберта в суде, пытаясь обеспечить разумное урегулирование выкупа.
Суд начался в октябре 1274 года после возвращения ставшего к тому моменту королём Эдуарда I. Роберт просил предоставить ему возможность выкупить владения на основании Кенилвортского соглашения в течение 7 лет. Эдмунд не согласился на подобное, апеллируя к Сиппенхемскому соглашению. Хотя Роберт утверждал, что на соглашение в Сиппенхейме он согласился под давлением, поскольку он находился в заключении, но это не помогло: Эдмунд указал на тот факт, что соглашение было заключено в присутствии канцлера, что придало ему полную юридическую законность. На этом суд был прекращён. Он продемонстрировал, что интересы королевской семьи стоят выше правосудия.
В 1275 году Роберт подал новый иск — о возвращении ему поместья Чартли. Иск был удовлетворён, хотя замок Чартли остался у Эдмунда.
Роберт умер в 1279 году. Из всех его огромных родовых владений у него осталось только поместье Чартли. Первый брак Роберта оказался бездетным, от второго, с Элеанорой де Богун, дочерью Хамфри V де Богуна, одного из погибшего в битве при Ившеме сторонников Симона де Монфора, у него было несколько детей. Наследовал ему старший сын Джон Феррерс. Вдова Роберта замуж больше не вышла и умерла в 1314 году.
Тело Роберта было похоронено в монастыре Святого Томаса в Стаффорде, монахам которого он даровал земли в Чартли и право распределять приходы.

## Брак и дети
1-я жена: с 26 июля 1249 (контракт) Мария де Лузиньян (около 1242 — после 11 июля 1266), дочь Гуго XI де Лузиньяна, графа де Ла Марш и д’Ангулем, и Иоланды Бретонской. Детей от этого брака не было.
2-я жена: с 26 июня 1269 Элеанора де Богун (умерла 20 февраля 1314), дочь Хамфри V де Богуна, барона Брекона, и Маго де Лузиньян. Дети:
- Джон Феррерс (20 июня 1271 — ок. августа 1312), 1-й барон Феррерс из Четерли с 1299
- Томас Феррерс[5]
- Элеанор Феррерс (умерла до мая 1308); муж: с 1289 Роберт Фицуолтер из Вудхэм Уолтера, 1-й барон Фицуолтер (1247 — 18 января 1326)

## Комментарии
1. ↑  Изабелла Ангулемская, жена короля Англии Иоанна Безземельного и мать короля Генриха III, вторым браком вышла замуж за Гуго X де Лузиньяна, графа де Ла Марш. От этого брака родилось несколько детей, наследство которых было очень бедным. После смерти матери Генрих III пригласил своих единоутробных братьев и сестёр в Англию, желая создать среди пуатевинцев противовес против французских королей, чтобы защитить Гасконь, а также желая укрепить английскую королевскую семью[2][3].